# Pous de Garrigós

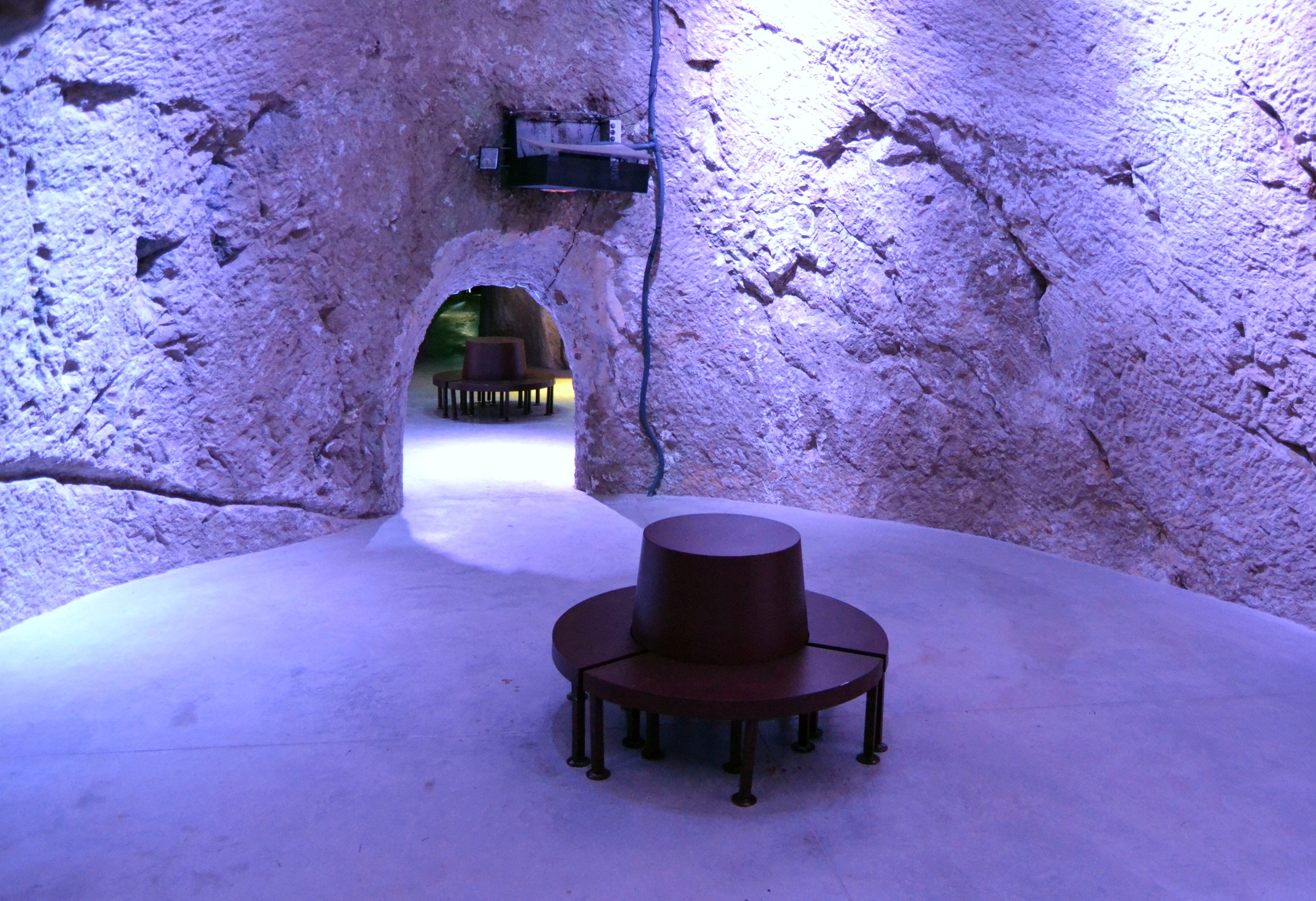
Un dels tres pous de Garrigós

Els pous de Garrigós són una sèrie d'antics aljubs que aprofitaven l'aigua pluvial que discòrre per les faldes i per l'interior del Benacantil, sobre la ciutat d'Alacant. Estan ubicats a la coneguda com a plaça del Pont, al nucli antic de la capital de l'Alacantí. Actualment, formen part del conjunt del Museu de l'Aigua d'Alacant.

## Història

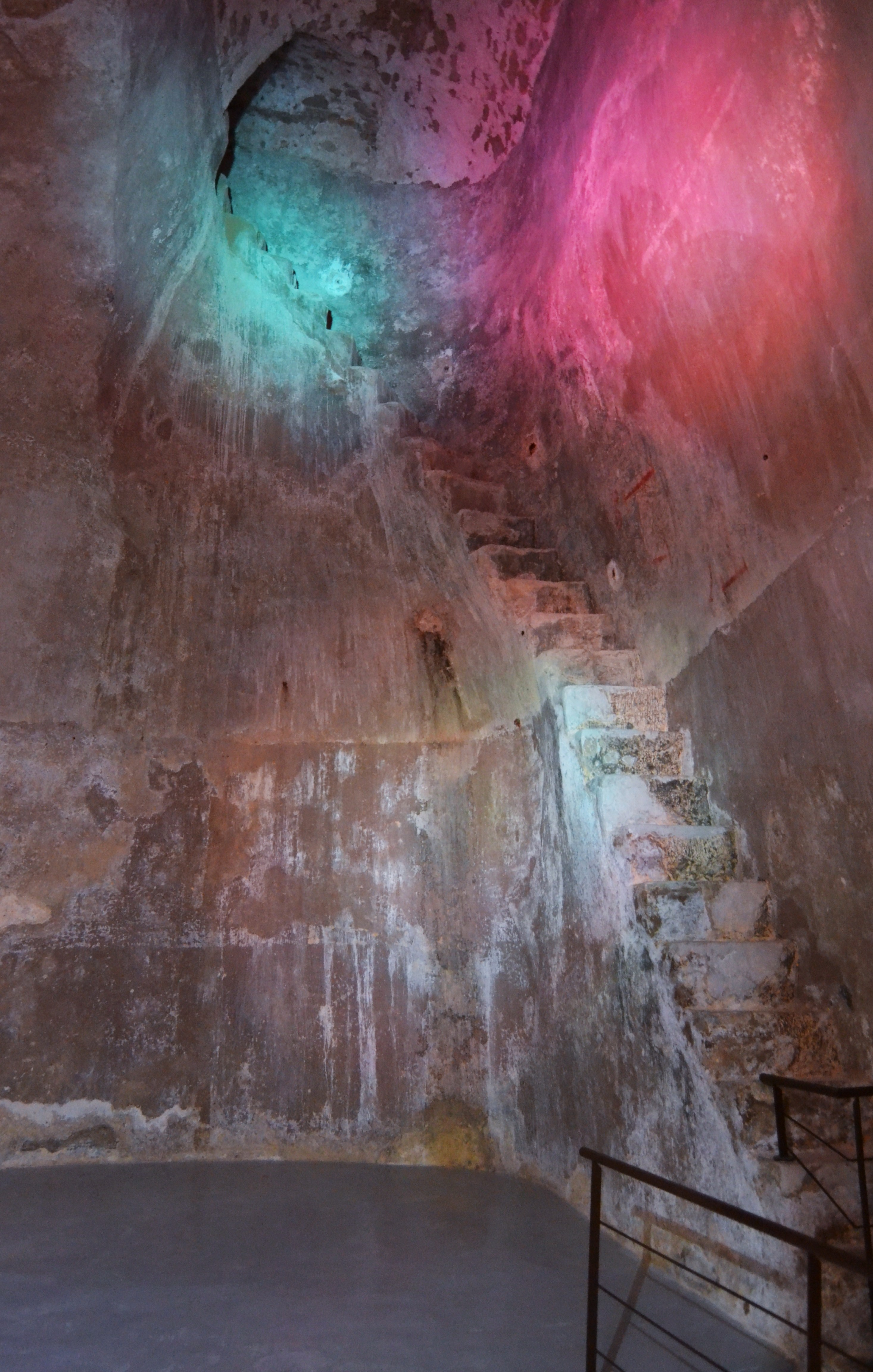
Escala d'accés des de l'exterior

Es desconeix la data exacta de la seua excavació, però es considera que ja hi havia un aljub en aquesta zona en època musulmana, així com la resta serien del segle xvi. Però, l'estructura actual prové dels anys 1862-1863, amb les obres dirigides per Antoni Garrigós, de qui han pres el nom.
Els aljubs van estar en ús fins que el 1898 la ciutat d'Alacant es va abastir d'aigua des de Saix. Durant la Guerra Civil espanyola, els pous van servir de refugi davant els bombardejos del bàndol franquista. Des de la segona meitat del segle xx, s'han reformat en diverses ocasions.

## Els pous
Són tres els pous que formen aquest conjunt, excavats a la roca de la muntanya i connectats entre ells, amb una quarta estança que comunica el primer pou amb la via pública. La capacitat dels aljubs és, en ordre de més extern a més intern, de 141.000, 275.000 i 425.000 dm³ respectivament. Captaven aigua d'una àrea de 54.000 m², entre les muralles i l'alcassaba.
Hi tenien un doble objectiu: l'emmagatzematge d'aigua potable per a èpoques de sequera, i el control de les riuades quan hi havia fortes pluges. En un principi, els tres pous només es comunicaven entre si per mitjà per tubs que derivaven l'aigua d'una cisterna a la següent, gràcies a la gravetat. Els accessos moderns entre ells es van obrir quan van perdre la seua funció original.